# Simon le pêcheur
Pour plus de détails, voir Fiche technique et Distribution.
Simon le pêcheur (titre original : The Big Fisherman) est un péplum américain sur la vie de Saint Pierre, réalisé par Frank Borzage, sorti en 1959. Ce fut le premier film tourné en Panavision 70[réf. souhaitée].

## Synopsis
Après la mort de sa mère, Fara veut tuer son père Hérode Antipas, tétrarque de  Galilée, qui l'avait abandonnée. Il est hébergé par Simon, le futur Saint Pierre, et ils font ensemble la connaissance de Jésus de Nazareth. Simon se convertit alors mais Fara poursuit son but.
Sur le point d'accomplir sa vengeance, elle se convertit finalement à son tour.

## Fiche technique
- Titre français : Simon le pêcheur
- Titre original : The big Fisherman
- Réalisation : Frank Borzage
- Scénario : Howard Estabrook et Rowland V. Lee, d'après le roman éponyme de Lloyd C. Douglas
- Photographie : Lee Garmes
- Montage : Paul Weatherwax
- Musique : Albert Hay Malotte
- Direction artistique : Walter Simonds
- Décors : Julia Heron, Ray Jeffers
- Costumes : Renié
- Son : Les Carey, Frank H. Wilkinson
- Producteur : Rowland V. Lee
- Sociétés de production : Centurion Films, Rowland V. Lee Productions
- Société de distribution :  Buena Vista Film Distribution
- Pays d'origine : États-Unis
- Langue : anglais
- Format : couleur (Technicolor) • 70 mm • 2,20:1 (Panavision) • Son : mono (Westrex Recording System)
- Genre : drame historique, biographie, péplum
- Durée : 180 minutes
- Date de sortie :
  - États-Unis : 5 août 1959 (Première mondiale à New-York)
- Affiche : Jean Mascii (France)

## Distribution
- Howard Keel : Simon Pierre
- Susan Kohner : la princesse Fara
- John Saxon : le prince Voldi
- Martha Hyer : Hérodiade
- Herbert Lom : Hérode Antipas
- Ray Stricklyn : Deran
- Marian Seldes : Arnon
- Alexander Scourby : David Ben-Zadock
- Beulah Bondi : Hannah
- Jay Barney : Jean le Baptiste
- Brian G. Hutton : Jean
- Henry Brandon : Mencius
- Charlotte Fletcher : Rennah
- Mark Dana : Zendi
- Rhodes Reason : André
- Thomas Troupe : Jacques
- Marianne Stewart : Ione
- Jonathan Harris : Lysias
- Leonard Mudie : Ilderan
- James Griffith : le mendiant
- Peter Adams : Philippe
- Jo Gilbert : Deborah
- Michael Mark : l'aubergiste
- Joe Di Reda : l'assassin
- Stuart Randall : Aretas
- Herbert Rudley : Tibère
- Phillip Pine : Lucius
- Francis McDonald
- Ralph Moody : le vieux pharisien
- Leonard Strong (non crédité) : Zébédée

## Distinctions
Le film a été nommé à trois Oscars : 
- Oscar de la meilleure création de costumes : Renié
- Oscar de la meilleure direction artistique : John DeCuir
- Oscar de la meilleure photographie : Lee Garmes

## Autour du film
Selon une note sur la fiche du film sur le site de l'AFI[réf. souhaitée], le producteur Rowland V. Lee croyait que Jésus était "au-delà de la compréhension humaine", et c'est la raison pour laquelle le visage de Jésus n'est pas montré dans le film, et que même le nom de l'acteur qui lui prête sa voix devait rester secret.